# Wu-Shu
El Wu-Shu (en xinès tradicional, 武術; en xinès simplificat, 武术) és alhora una exposició i un esport de contacte complet derivat de les arts marcials xineses tradicionals. Va ser desenvolupat a la Xina a partir de 1949, en un esforç per estandarditzar la pràctica de les arts marcials tradicionals xineses, encara que els intents d'estructurar les diverses tradicions d'arts marcials descentralitzats es remunten a temps enrere, quan l'Institut Central Guoshu es va establir a Nanquín en 1928. El terme wushu és la paraula xinesa per les "arts marcials" (武 "Wu" = militar o marcial, 术 "Shu" = art). Actualment el wushu s'ha convertit en un esport internacional a través de la Federació Internacional de Wushu (IWUF), que realitza el Campionat Mundial de Wushu cada dos anys; els primers campionats del món es van celebrar el 1991 a Pequín i un dels seus màxims exponents és Yuan Wen Qing.
El Wushu competitiu es compon de dues disciplines: Taolu (套路; formes) i Sanda (散打; combat).
Més enllà de la Xina el Wu-Shu cada vegada és practicat a més indrets. Així a Espanya la seva presència comença a ser més important.

## Disciplines
El wu-shu competitiu es compon de dues disciplines: Taolu (套路; formes) i Sanda (散打; combat).
Taolu implica patrons d'arts marcials i acrobàcies per les quals els competidors són jutjats i reben punts d'acord a unes regles específiques. Les formes comprenen moviments bàsics (postures, puntades, cops de puny, equilibris, salts, escombratges i llançaments) basats en categories d'estils tradicionals xinesos d'arts marcials que poden canviar per a les competicions. Les Formes de competència tenen un límit de temps d'1 minut, 20 segons per a alguns estils de boxa externa i de cinc minuts per als estils interns. Els competidors de wu-shu contemporani estan entrenant cada vegada més en les tècniques aèries, com ara 540° 720° i fins i tot de 900 graus de gir en els salts i puntades per a afegir més dificultat i estil a les seves formes. La Sanda (a vegades anomenat San Da Lei Tai) és un mètode de lluita moderna i l'esport influenciat per la boxa tradicional xinès, pels mètodes de lluita xinesos anomenats Shuai jiao i per altres tècniques de combat xinès com Chin Na. Compta amb tots els aspectes de combat de wu-shu. La Sanda s'assembla molt a Kick-boxing o Muay Thai, però inclou més tècniques d. Les competicions de combat Sanda se celebren sovint al costat de les competicions de Taolu o formar competències.

## Història
En 1958, abans a les reformes dutes a terme per Mao Zedong durant la "Revolució Cultural", el govern va establir l'Associació de Wu-shu de la Xina (CWA) com una organització per a regular l'entrenament d'arts marcials. La Comissió Estatal Xinesa de Cultura Física i Esport va prendre la iniciativa en la creació de formes estandarditzades per a la majoria de les arts principals. Durant aquest període es va establir un sistema nacional de Wu-shu que incloïa formes estandarditzades, programes d'ensenyament i certificació d'instructors. El Wu-shu es va introduir tant a nivell preparatòria com universitari. Aquest nou sistema buscava incorporar elements comuns de tots els estils i formes, així com les idees generals de les arts marcials xineses. També buscava incorporar els conceptes estilístics com a fort, tou, interior, exterior, així com les classificacions basades en les escoles, com ara Shaolin (少林), Taiji (太极), Wudang (武当) i altres elements van ser, tots integrats en un sol sistema. El Wu-shu es va convertir en l'estàndard patrocinat pel govern per a la formació en arts marcials a la Xina. L'impuls de l'estandardització va continuar portant a l'adaptació general. L'any 1979, la Comissió Estatal de Cultura Física i Esports va crear un grup de treball especial per a l'ensenyament i pràctica del Wu-shu. El 1986, l'Institut Nacional de Recerca de la Xina de Wu-shu va ser establert com l'autoritat central per a la recerca i l'administració de les activitats de Wushu a la Xina. El 1998 els canvis en les polítiques i actituds cap a l'esport en general van conduir a la clausura de la Comissió d'Esports de l'Estat (l'autoritat esportiva central). Aquest tancament va ser vist com un intent per despolititzar parcialment els esports organitzats i canviar les polítiques esportives xineses a un mercat amb major impulsat. Com a resultat d'aquests canvis en els factors sociològics dins de la Xina, tots dos estils tradicionals i els enfocaments moderns de Wu-shu estan sent promogudes per la Federació Internacional de Wu-shu, que va ser establert el 1990.

## Esdeveniments de Taolu Contemporani

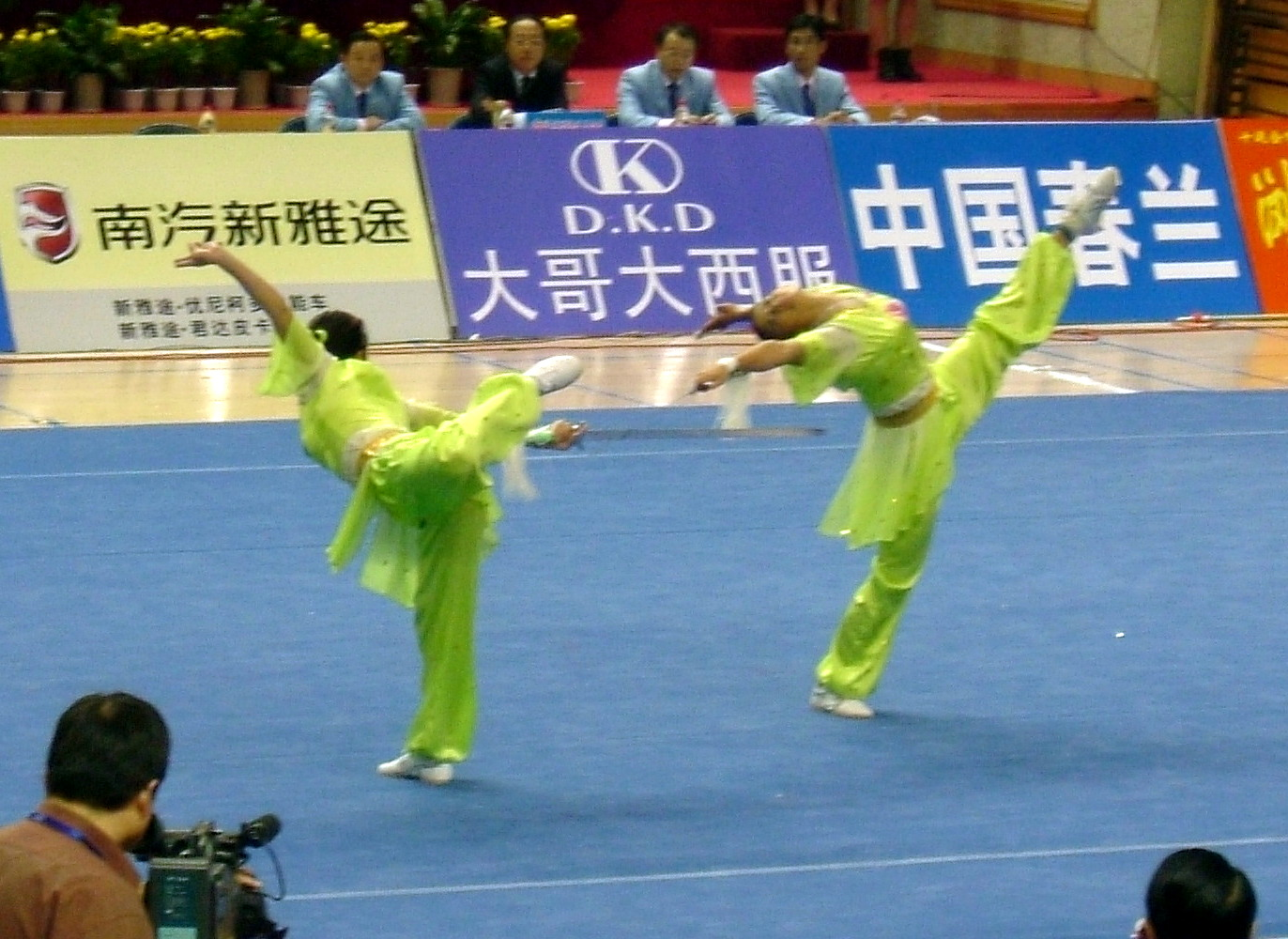
Un esdeveniment Jian Dual (coreografia)

Els esdeveniments de Wu-shu es realitzen utilitzant moltes rutines obligatòries o rutines lliures. Les rutines obligatòries són aquelles rutines que han estat ja creades per a l'atleta, la qual cosa resulta que cada atleta realitza bàsicament el mateix conjunt d'aquestes arts. Les rutines lliures són rutines que un atleta crea amb l'ajuda del seu entrenador, seguint certes regles segons els diferents graus de dificultat. A més dels esdeveniments per a les rutines lliures, algunes competicions de wu-shu també compten amb esdeveniments duals i grupals. L'esdeveniment dual, també dita Duilian (对 练), és un esdeveniment en el qual hi ha un combat simulat amb armes o sense armes, o fins i tot amb les mans contra les armes. L'esdeveniment Dual sol ser espectacular i les accions són coreografiades per endavant. L'esdeveniment de grup, també conegut com jiti (集体), requereix un grup de persones per a dur a terme junts en el qual la sincronització de les accions és crucial. En general, l'esdeveniment de grup permet també la música instrumental per a acompanyar la coreografia durant l'actuació. La catifa utilitzada per a l'esdeveniment de grup també és major que la utilitzada per a les rutines individuals. Anteriorment, les competicions de wu-shu internacionals utilitzaven majorment rutines obligatòries, mentre que les competicions d'alt nivell a la Xina amb major freqüència utilitzaven rutines lliures. No obstant això, després dels Jocs Mundials de Wu-shu a Macau l'any 2003 es va decidir optar per rutines lliures en la competència internacional amb nandu (难度; moviments de dificultat) integrant una qualificació en escala de 10 on es pot aconseguir un màxim de 2 punts de nandu. Existeix certa controvèrsia sobre la inclusió del Nandu en el wu-shu, perquè molts dels moviments creats per a les demostracions no són originalment els moviments utilitzats en aquests estils. A més el nombre de lesions que han resultat de la inclusió del Nandu han fet que moltes persones qüestionen la seva inclusió. Els que fan costat als nous requisits de dificultat segueixen la premissa que aquests moviments ajuden al progrés de l'esport i milloren la qualitat física general dels atletes.

### Mans Lliures
Changquan (长拳 o Puny Llarg) es refereix al llarg abast en estils de wu-shu com els Cháquán (查 拳), Huáquán (华 拳), Hóngquán (洪拳; "puny d'inundació"), i Shaolin Kungfu (少林 拳 Shàolínquán), però aquesta forma de wu-shu és un estil modernitzat derivada dels moviments d'aquests i altres estils tradicionals. Changquan és la forma més habitual que podem trobar de wu-shu, i inclou la velocitat, la potència, la precisió i la flexibilitat. El Changquan és difícil de realitzar, ja que requereix una gran flexibilitat i capacitat atlètica, i amb freqüència es practica des d'una edat primerenca. Tots els moviments de nandu han de fer-se dins de 4 passos o no comptaran per als punts de nandu.
Nanquan (南拳 o Puny del Sud) es refereix als estils de wu-shu originaris del sud de la Xina (és a dir, al sud del riu Yangtze, incloent Hongjiaquan (Hung Gar) (洪 家 拳), Cailifoquan (Choy Li Fut) (蔡李佛 拳) i Yongchunquan (Wing Chun) (咏春拳). Molts són coneguts per moviments atlètics vigorosos amb posicions baixes, molt estables i intrincats moviments de la mà. Aquesta forma de wu-shu és un estil modern derivat dels moviments d'aquests i altres estils tradicionals del sud. Nanquan requereix típicament menys flexibilitat i té menys acrobàcies que Changquan, però també requereix una major estabilitat de les cames, una generació d'energia a través de les cames i la coordinació del maluc. Aquest esdeveniment va ser creat el 1960. Tots els moviments de nandu han de fer-se dins de 4 passos o no comptaran per a la seva puntuació.
Taijiquan (太极拳, T'ai chi chuan) és un estil de wu-shu famós pels seus moviments relaxats, lents, sovint vist com un mètode d'exercici per a les persones majors, i a vegades coneguda com a " T'ai chi " als països occidentals que no estan familiaritzats amb el wushu. Aquesta forma de wu-shu és una recopilació moderna basada en l'estil Yáng (杨) de Taijiquan, però incloent també els moviments dels estils Chén (陈), Wú (吴), Wǔ (武) i Sūn (孙). El Taiji contemporani competitiu és diferent de l'estil tradicional, ja que sol implicar postures difícils d'equilibri, salts i salts amb trepitjo. El Tai ji modern competitiu requereix un bon equilibri, flexibilitat i força.

### Armes curtes

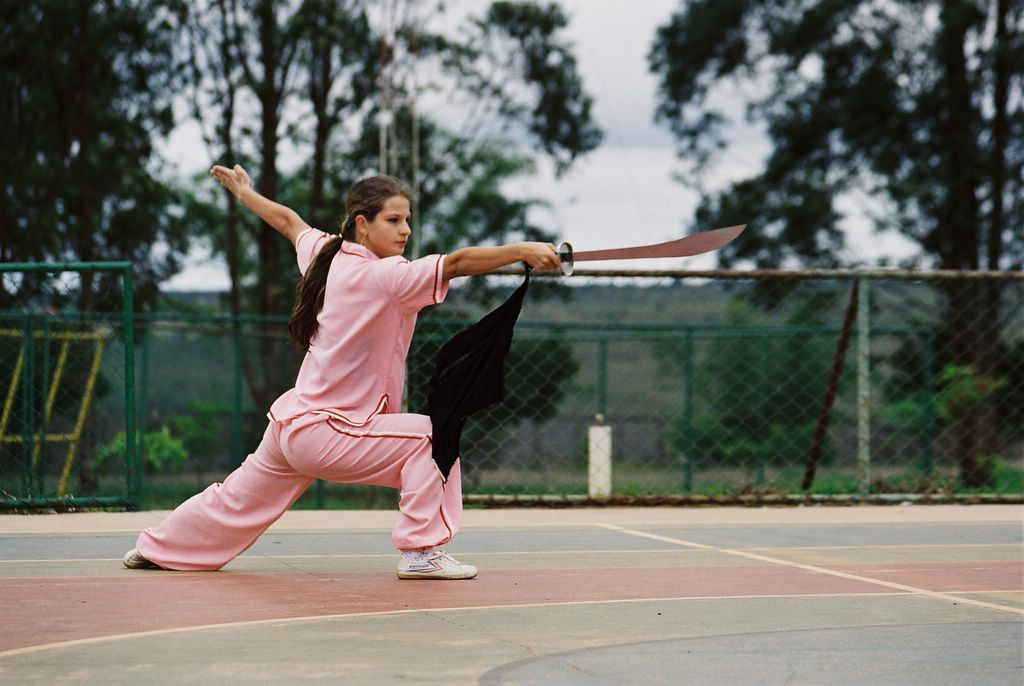
Un dao, com es veu al wu-shu contemporani.

Dao (刀 o un ganivet) es refereix a qualsevol espasa/sabre corb d'un sol costat. Aquesta rutina de wu-shu és un mètode de Changquan per a utilitzar un dao en forma de fulla de salze retallat (柳叶 刀).
Nandao (ganivet Estil 南 刀 o el sud) es refereix a una rutina realitzada amb una espasa d'un tall de fulla corba basat en les tècniques de Nanquan. L'arma i les tècniques sembla estar basat en les espases de papallona de Yongchunquan, un estil del sud conegut. En la forma de wu-shu, la fulla s'ha allargat i canviat de manera que només s'utilitza una en lloc d'un parell. Aquest esdeveniment va ser creat en 1992.
Jian (剑 o una espasa de doble tall) es refereix a qualsevol espasa de fulla de doble tall, però aquesta forma de wu-shu és un mètode Changquan per a utilitzar el jian.
Taijijian (太极 剑 o arma de doble tall de Taiji) és un esdeveniment usant el jian basat en mètodes de Taijiquan jian tradicionals.

### Armes llargues
Gun (棍 o garrot) es refereix a un garrot llarg (fet en fusta de cera blanca) tan alt com la nina d'una persona que ho utilitza dempeus amb els braços estesos cap amunt, però aquesta forma de wu-shu és un mètode Changquan d'usar el garrot de fusta de cera blanca.
Nangun (南 棍 o garrot del sud) és un mètode de Nanquan per a utilitzar el garrot. Aquest esdeveniment va ser creat en 1992.
Qiang (枪 o llança) es refereix a una llança flexible, amb pèl de cavall vermell unit a la punta de la llança, però aquesta forma de wu-shu és un mètode de Changquan d'utilitzar el qiang.

## Altres rutines de taolu
La majoria de les rutines utilitzades en l'esport són noves recopilacions, modernitzades de les rutines tradicionals. No obstant això, les rutines preses directament dels estils tradicionals, incloent els estils que no són part dels esdeveniments estàndard, es pot realitzar en la competència, sobretot a la Xina. Aquestes rutines generalment no cullen tants punts com les seves contraparts modernes, i es realitzen en esdeveniments separen dels esdeveniments de rutina obligatòries. Entre aquestes, les rutines més comunes inclouen:
- Baguazhang (八卦 掌) – Palma de Vuit Trigrames
- Bajiquan (八极拳) – Puny/Boxa de Vuit Extrems
- Chaquan (查 拳) – Puny/Boxa Cha
- Changquan (长拳) – Puny Llarg
- Chuojiao (戳 脚) – peus empenyent
- Di Tang Quan (地 躺 拳) – Puny/Boxa Propensa a la terra
- Fanziquan (翻 子 拳) – Puny/Boxa de caiguda
- Houquan (猴拳) – Puny/Boxa de mico
- Huaquan (华 拳) – Puny/Boxa Hua
- Nanquan (南拳) – Puny/Boxa del Sud
- Paochui (炮 捶) – Golde de Canó
- Piguaquan (劈挂 拳) – Puny/Boxa de Chop-Hitch
- Shequan (蛇 拳) – Puny/Boxa de Serp
- Tantui (弹腿) – Cama de Primavera
- Tanglanquan (螳螂拳) – Puny/Boxa del Pregadéu religiós
- Tongbeiquan (通 背 拳) – Puny/Boxa a través de l'esquena
- Wing Chun (Yongchunquan) – Eterna Primavera
- Xingyiquan (形意拳) – Puny/Boxa forma d'Intenció
- Yingzhuaquan (鹰爪 拳) – Puny/Boxa d'Arpa d'Àguila
- Zuiquan (醉酒 拳) – Puny/Boxa del Borratxo

## Rutines d'armes tradicionals
També hi ha una categoria d'armes tradicionals, que sovint inclou les següents: 
- Changsuijian (长 穗 剑) – Espasa amb borles
- Shuangshoujian (双手剑) – Espasa a dues mans
- Jiujiebian (九节鞭) – Cadena de Nou Seccions
- Sanjiegun (三节棍) – Garrot de tres Seccions
- Shengbiao (绳 镖) – Cadena amb punta de Dard
- Dadao (大刀) – Espasa Llarga
- Pudao (扑 刀) – Ganivet de cavall
- Emeici (峨嵋刺) – Dagues Emei
- Shuangdao (双刀) - Doble espasa
- Shuangjian (双剑) - Doble Espasa directa
- Shuangbian (双鞭) - Doble Fuet de nou seccions
- Shuanggou (双钩) - espasa de doble de falcó

## Sanda (combat)

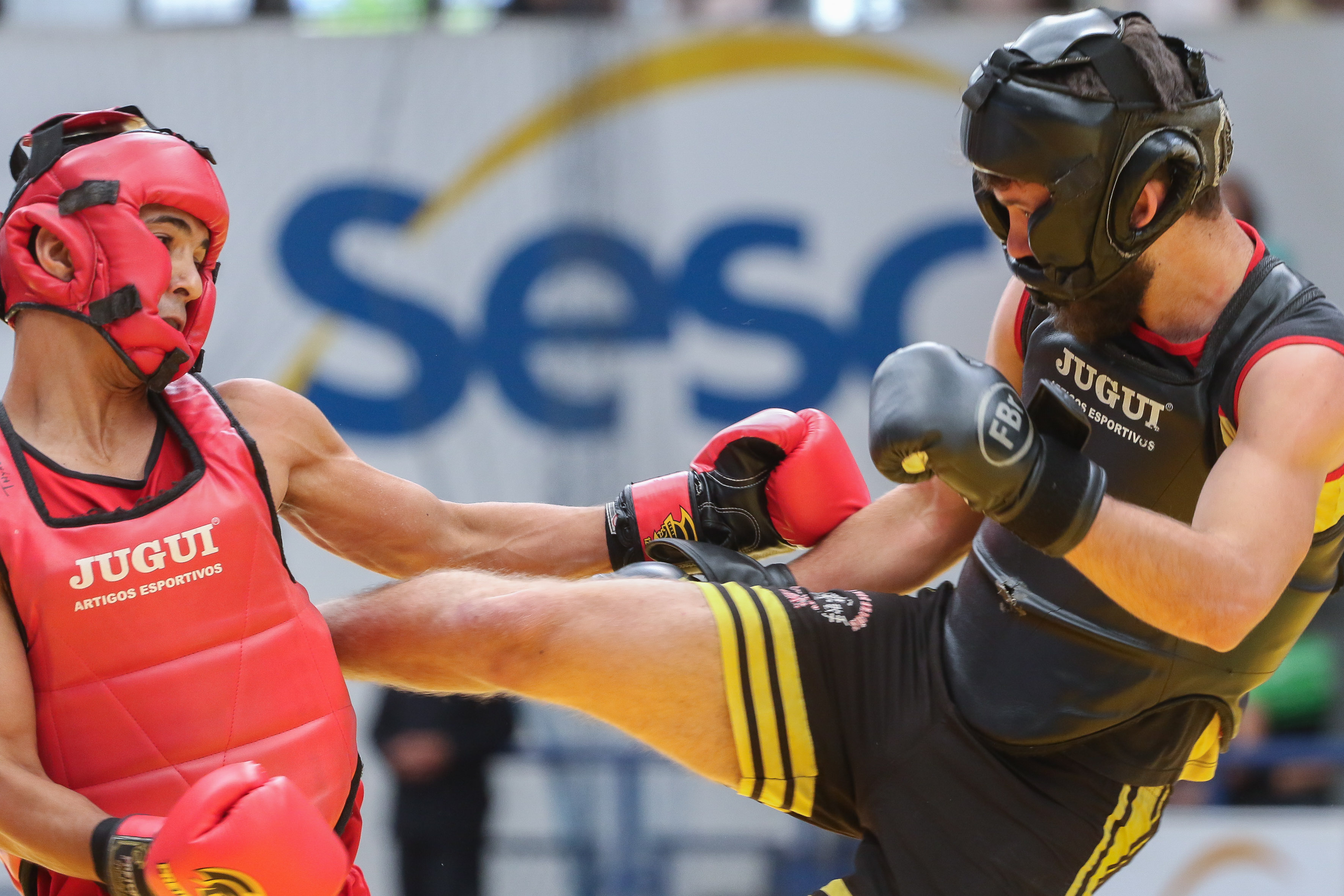
Un combat de wu-shu sanda al Brasil

L'altra disciplina principal del wushu contemporani és Sanda o, 运动 散打 (Yundong Sǎndǎ en xinès mandarí, esport de lluita lliure), o Jingzheng Sanda 竞争 散打 (en xinès mandarí, combat competitiu lliure); és un mètode de lluita moderna, un esport, i un mecanisme d'aplicació de Wu-shu /Kung Fu influenciat per la Boxa tradicional de la Xina, en el qual el derroqui i les caigudes són legals en la competència, així com tots els altres tipus de colpejo (l'ús de braços i cames). Els mètodes de lluita xinesos s'anomenen Shuai Jiao i altres tècniques d'atac xineses com Chin Na. Compta amb tots els aspectes de combat de wu-shu.

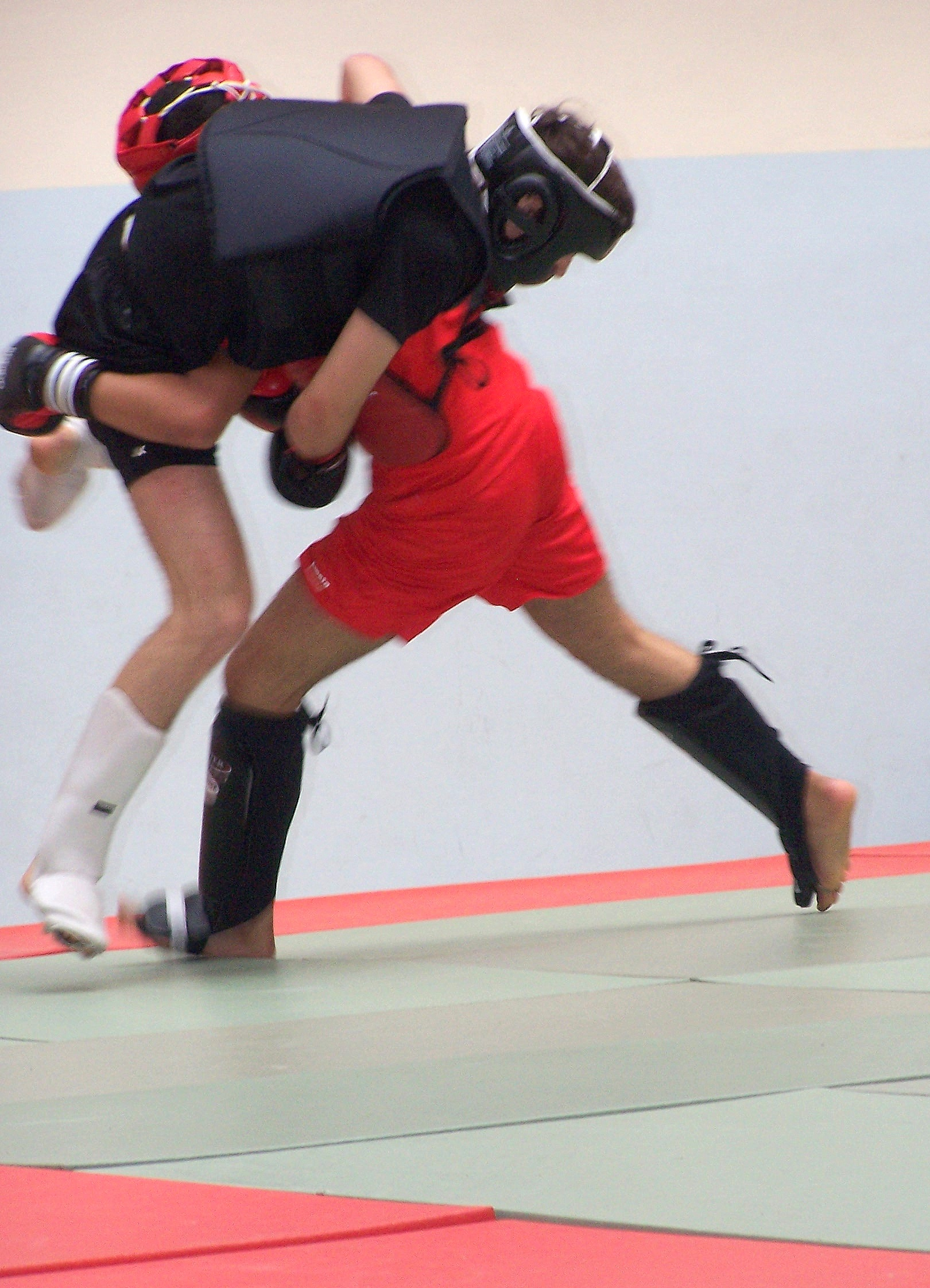
Una retirada en un partit de sanda

La Sanda s'assembla molt a Kick-boxing o Muay Thai, però inclou moltes tècniques d'agarri. Les competicions de combat de Sanda se celebren sovint juntament amb les de taolu o competències de formes. La Sanda representa el desenvolupament modern de concursos de Lei Tai, però amb regles en el lloc per a reduir la possibilitat de lesions greus. Moltes escoles xineses d'arts marcials ensenyen o treballen dins dels conjunts de regles de Sanda, treballant per a incorporar el moviment, les característiques, i la teoria del seu estil. Els artistes marcials xinesos també competeixen en esports de combat “no xinesos” o mixtos, incloent la boxa, el kick-boxing i les arts marcials mixtes. La Sanda es practica en els tornejos i, normalment es duen a terme esdeveniments de taolu en competicions de wu-shu. Per raons de seguretat, algunes de les tècniques d'acte-defensa, com a cops amb el colze, estrangulacions i claus no són permeses durant els tornejos. Els competidors poden guanyar per nocaut o punts que es guanyen per encertar un cop al cos o el cap, tirar a un oponent, o quan la competència es duu a terme en una plataforma de vaig llegir tai, empenyent al contrincant anés de la plataforma. Als peleadores només se'ls permet fer el clinch (amarrar-se) durant uns segons. Si el clinch no es trenca pels combatents, i si no té èxit en el derroqui del seu oponent dins del límit de temps, l'àrbitre trencarà el clinch. Als EE. UU., les competicions es duen a terme ja sigui en cuadrilateros de boxa o en plataformes elevades de Lei Tai. Els peleadores afeccionats usen equip de protecció.
La "Sanda Amateur" permet puntades, cops de puny i diferents formes d'abatre l'oponent. Una competició que va tenir lloc a la Xina, anomenada el "Rei de Sanda", es va dur a terme en un quadrilàter similar en el disseny a un ring de boxa, però de major dimensió. Com a professionals, els lluitadors no porten equip de protecció, excepte els guants, petxina i protector bucal. La “Sanda Professional" permet cops de genoll (fins i tot al capdavant), així com puntades, cops de puny i abatudes. Alguns combatents de Sanda han participat en tornejos de lluita com el K-1 i el “Shoot Boxing”. Aquests atletes han tingut cert grau d'èxit, sobretot en les competicions de Shoot Boxing, que és més similar a la Sanda. A causa de les regles de la competència de Kick-boxing, els combatents de Sanda estan subjectes a més limitacions que de costum. A més competidors notables en Arts Marcials mixtes, competicions d'arts marcials xineses, competició de baralla “Art of War” i “Ranik Ultimate Fighting Federation” són predominantment esportistes que van tenir relació amb el wushu. La Sanda ha aparegut en moltes competicions d'estil-contra-estil. El Muay Thai s'enfronta amb freqüència contra Sanda així com Karate, Kick-boxing, i Tae Kwon Do. Encara que és menys comú, alguns practicants de Sanda també han lluitat en les competicions mixtes estatunidenques d'arts marcials.

## Competicions
Llista de les principals competicions internacionals i regionals amb wu-shu: 
- Campionat Mundial de Wu-shu
- Campionat Mundial Júnior de Wu-shu
- Campionat Mundal de Wushu Tradicional (Kung Fu)
- Campeontato Mundal de Taijiquan
- Jocs Mundials
- Jocs de Combat Mundial
- Jocs Asiàtics
- Jocs d'Àsia Oriental (extint)
- Jocs del Sud-est Asiàtic
- Jocs d'Àsia del Sud

## Practicants destacats
- Donnie Ien (甄子丹) – Artista xinès marcial i actor, es va entrenar amb l'equip de Wushu de Pequín.
- Jade Xu (徐慧慧) és una actriu d'arts marcials. Va guanyar el Campionat Mundial quatro vegades seguides des de 2003 fins a 2009. Poc després de la seva carrera esportiva, Jade Xu va rebre ofertes per a protagonitzar diverses produccions internacionals de cinema i televisió, com a Tai Chi 0, Tai Chi Hero i La Llegenda del Wing Chun. Ha iniciat amb èxit una segona carrera com a actriu.
- Jet Li (李连杰) - possiblement el més famós practicant de wushu en el món. Va començar en el wushu de competició i va guanyar fama ja que va ser campió nacional de Wushu a la Xina cinc vegades com a membre de l'equip de Wushu de Pequín, va ser seleccionat després per a demostrar el seu wushu en la pantalla gran en la pel·lícula d'èxit mundial Temple Shaolin. Molts dels seus antics companys d'equip també han aparegut en pantalla amb ell, sobretot en les seves pel·lícules més antigues.[11]
- Ray Park - va mostrar les seves habilitats en el wushu en diverses pel·lícules importants, incloent la seva interpretació de Darth Maul en Star Wars Episodi I: L'amenaça fantasma, així com interpretant a Gripau en la pel·lícula X-Men (2000) i com a doble d'acció de Robin Shou i James Remar en Mortal Kombat: anihilació També en gran manera reentrenat abans de la filmació de GI Joe:.[12][13] The Rise of Cobra, en la qual va interpretar l'expert en arts marcials Snake Eyes.[14] Va competir en el Campionat Mundial de Wushu de 1993.
- Wu Bin (吴 彬) - L'entrenador de Jet Li en l'equip de Wushu de Pequín. Va entrenar a més campions del wushu que qualsevol altre entrenador a la Xina.
- Wu Jing (吴京) - L'actor xinès que va ser enviat a l'Institut d'Esports de Pequín en Shichahai a Pequín quan tenia 6 anys d'edat. Igual que Jet Li, va competir com a membre de l'equip de Wushu de Pequín en competicions de wushu a nivell nacional a la Xina. Tant el seu pare com el seu avi també eren artistes marcials[15]
- Iuan Wenqing (原文 庆) - Un dels més famosos, reeixits i experimentats practicants de wushu en el món que ha guanyat incomptables medalles d'or en Campionats de la Xina, d'Àsia i del Món. Ell és un exatleta Shanxi de l'equip de wushu entrenat pels entrenadors Pang Lin Tai i Zhang Ling Mei. Ell és el més famós atleta pel seu Changquan, DaoShu, GunShu, ShuangDao i DiTangQuan. Un número de les seves rutines (Taolu) es van convertir en les rutines de competició estàndard oficials (GuiDing) durant diversos anys fins que les noves rutines de Taolu es van introduir.[16]
- Zhao Qingjian (赵庆 建) – va començar a aprendre les arts marcials a l'edat de 7 anys, i era un membre més destacat de l'equip de Wushu de Pequín. Va conservar la seva classificació #1 en els Jocs de la Xina de 2009. Actualment s'ha retirat del circuit professional de la competència.[17] Ha guanyat en el Campionat Mundial de Wushu, Jocs Asiàtics, Jocs d'Àsia Oriental, els Jocs Mundials, i en el Torneig de Wushu de Pequín 2008.
- Zhao Changjun (赵长军) - Una de les majors llegendes clàssiques del wushu contemporani del segle xx . La seva rivalitat amb Jet Li va ser llegendària, perdent el primer lloc en Changquan Varonil en la competència per a home de 1978, la llegenda diu que va ser degut al menovell de Zhao que estava lleugerament fora, donant lloc a una deducció minúscula de punts que li va costar l'or. Després de Jet Li es va anar per a convertir-se en un actor, el camp va quedar obert i durant gairebé tota una dècada el Sr. cían a Zhao». Format tant en Wushu tradicional com en el Wushu Contemporani, a Ditang Quan, Gunshu i Daoshu se les coneix com "les tres úniques de Zhao". També va ser entrenat en el Cha quan tradicional, un estil de wushu tradicional genuïnament musulmà. Es va retirar en 1987 i actualment posseeix una escola de Wushu.[18][19]

## Wushu com un esdeveniment olímpic
La IWUF va envair una petició al Comitè Olímpic Internacional (COI) per a tenir al wu-shu inclòs en futurs Jocs Olímpics, però no va tenir èxit. No obstant això, el COI va permetre a la Xina organitzar un competència internacional de wu-shu durant els Jocs Olímpics de Pequín 2008. Aquest esdeveniment no va ser un dels 28 esports olímpics oficials, ni tampoc fou un esdeveniment de demostració. En el seu lloc, va ser anomenat el “Torneig de Wu-shu de Pequín 2008" (Pequín Wushu Tournament 2008). El Wu-shu va ser un dels 8 esports que van ser considerats per a la seva inclusió en els Jocs Olímpics de 2020, però va ser rebutjat novament en 2015.
El wu-shu va ser un esport per invitació als Jocs Olímpics de la Joventut de Nanquín 2014 i tornarà el 2026.